# Bambereczka
Bambereczka – wiersz autorstwa Kazimiery Iłłakowiczówny.
Wiersz, będący obrazkiem rodzajowym, opisuje losy studzienki Bamberki, zlokalizowanej w pobliżu ratusza poznańskiego. Poetka tęskni do starej studzienki, która po zakończeniu II wojny światowej przeleżała około dwadzieścia lat w magazynach, by dopiero w 1977 powrócić na Stary Rynek (w 1964 została ustawiona przy Loży Masońskiej na ul. Mostowej). W 1968 wiersz ukazał się w tomie Pozdrawiam moje miasto (Wydawnictwo Poznańskie).